# Corteza visual

Corteza visual, citoarquitectura de la corteza cerebral con sus áreas de Brodmann BA17, BA18 y BA19

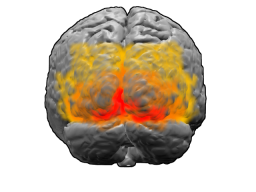
En la imagen se aprecia en color rojo, amarillo y naranja las distintas áreas de Brodmann.

El término corteza visual o córtex visual se refiere a la corteza visual primaria (también conocida como corteza estriada o V1) y las áreas visuales corticales extra estriadas, también nombradas como V2, V3, V4, y V5. La corteza visual primaria es anatómicamente equivalente al Área de Brodmann 17 o BA17.

## Introducción
La corteza visual primaria, V1, es el koniocórtex (tipo sensorial) localizado dentro y alrededor de la cisura calcarina en el lóbulo occipital. Ella recibe información directamente del núcleo geniculado lateral.

La franja dorsal (verde) y la franja ventral (púrpura). Tienen su origen en la corteza visual primaria.

V1 transmite información por dos rutas, llamadas la franja dorsal y la franja ventral.
- La franja dorsal comienza con V1 cruza a través del área visual V2, luego por el área dorsomedial y el área visual MT (también conocida como V5) y llega a la corteza parietal posterior. La franja dorsal es llamada a menudo como la «ruta dónde» o «ruta cómo», está asociada al movimiento, representación de objetos locaciones, y control de los ojos y brazos, especialmente cuando la información visual es usada para guiar sacadas o alcance.[1]
- La ruta ventral comienza en V1, va a través del área visual V2, luego a través del área visual V4, y a la corteza temporal inferior. La franja ventral es llamada a menudo como la "ruta qué", está asociada a la forma reconocimiento y representación del objeto, también está asociada con el almacenamiento de la memoria de largo término.

La dicotomía de las rutas dorsal/ventral (también llamadas «dónde/qué» o franjas de «acción/percepción», fue definida por vez primera por Ungerleider y Mishkin y sigue siendo contenciosa entre científicos de la visión y psicólogos. Es probablemente una sobre simplificación del verdadero estado de las acciones dentro de la corteza visual. Ello está basado en los hallazgos de ilusiones visuales como la Ilusión de Ebbinghaus que puede distorsionar el juicio de naturaleza perceptiva, pero cuando el sujeto responde con una acción tal como la comprensión, no ocurre distorsión alguna. Sin embargo, trabajos recientes sugieren que ambos; acción y percepción son engañados igualmente por tales ilusiones.
Las neuronas de la corteza visual disparan potenciales de acción cuando el estímulo visual aparece dentro de su campo receptivo. Por definición, el campo receptivo es la región dentro del campo visual el cual educe un potencial de acción. Pero cada neurona dada puede responder a un subconjunto de estímulos dentro de su campo receptivo. Esta propiedad es llamada Sintonía neuronal. En las áreas visuales tempranas, las neuronas tienen una sintonía simple. Por ejemplo, una neurona en V1 puede disparar cualquier estímulo vertical en su campo receptivo. En las áreas visuales altas, la sintonía neuronal se vuelve más compleja. Por ejemplo, en el córtex temporal inferior, una neurona puede disparar solamente cuando cierta cara aparece dentro de su campo receptivo.
La corteza visual recibe la irrigación sanguínea necesaria a través de la arteria cerebral posterior.

### Investigaciones recientes
La investigación sobre la corteza visual primaria puede involucrar el registro de potenciales de acción de electrodos colocados dentro del cerebro de gatos, hurones, ratas, ratones o monos, o a través del registro de señales ópticas intrínsecas de animales o electroencefalogramas, magnetoencefalogramas o resonancia funcional de seres humanos y monos.
Un descubrimiento reciente concerniente a la V1 humana es que las señales medidas a través de resonancia funcional muestran una muy grande modulación atencional. Esto resulta fuertemente contrastante con la fisiología de un Macaco el cual muestra pequeños cambios,(o ninguno) en el disparo asociado a la modulación atencional. Investigaciones con macacos son efectuadas usualmente al medir la actividad de los picos de las neuronas individuales. La base neuronal de la señal en la Resonancia funcional, esta por otra parte relacionada principalmente a la Potenciación postsináptica (PSP). Esta diferencia por tanto no necesariamente indica una diferencia entre la fisiología del macaco y del ser humano.
Otro trabajo actual sobre la V1 busca caracterizar completamente sus propiedades de sintonía, y su uso como área modelo para el circuito cortical canónico.
Lesiones de la corteza visual primaria usualmente conducen a un escotoma o agujero dentro del campo visual. De manera interesante, pacientes con escotomas son frecuentemente capaces de hacer uso de la información visual presentada en sus escotomas a pesar de ser incapaces de percibirla conscientemente. Este fenómeno llamado, ceguera de percepción, es ampliamente investigado por científicos interesados en la correlación neural del consciente.

## Corteza visual primaria (V1)

Corteza visual primaria V1 o áreas de Brodmann BA17

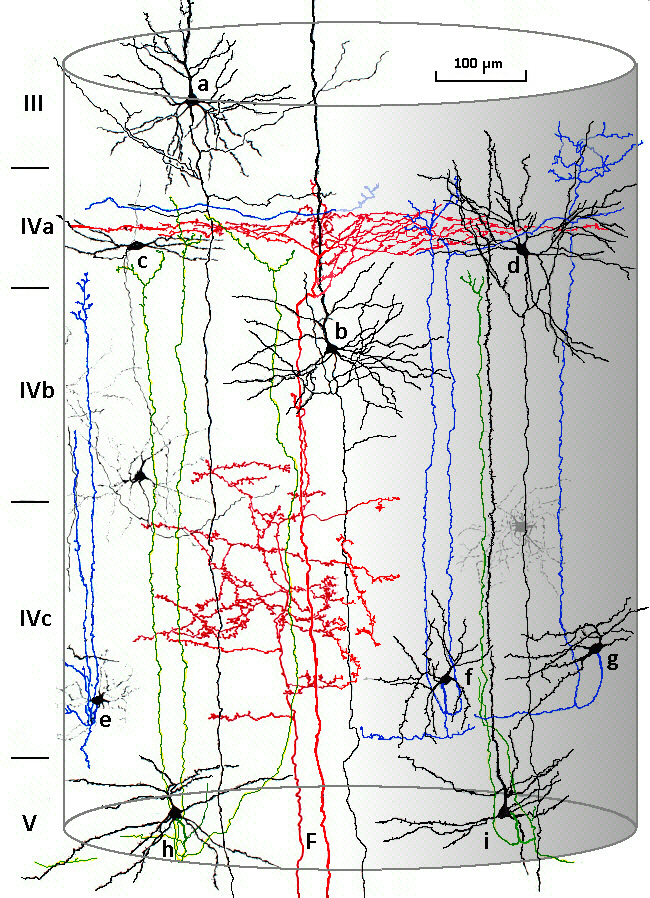
Columna cortical visual del mono. A la izquierda se marcan las capas III-V de la citoarquitectura de Brodmann.
Células piramidales a, b.
Células estrelladas con espinas c, d.
Células estrelladas de axón recurrente e, f, g.
Células piramidales de axón recurrente h, i.
Fibras sensoriales aferentes F. Teñido con método de Golgi.

La corteza visual primaria es el área visual más estudiada del cerebro, está localizada en el polo posterior de la corteza occipital (la corteza occipital es responsable del procesamiento de los estímulos visuales). Es la más simple, temprana área visual cortical. Esta altamente especializada en el procesamiento de información acerca de los objetos estáticos y en movimiento y es excelente en el manejo de reconocimiento de patrones.
La funcionalmente definida como corteza visual primaria es aproximadamente equivalente a la anatómicamente definida como corteza estriada. El nombre de «corteza estriada» es derivada de la estría de Gennari, una banda distintiva visible a simple vista que representa axones mielinados provenientes del cuerpo geniculado lateral y que terminan en capa 4 de materia gris.
La corteza visual primaria está dividida dentro de seis capas funcionales, etiquetadas de 1 al 6 (I-VI). La capa 4, la cual recibe la mayor entrada de señal visual del núcleo geniculado lateral, está también dividida en 4 capas, etiquetadas como 4A, 4B, 4Cα, y 4Cβ. La sub-lámina 4Cα recibe una buena parte de la entrada magnocelular proveniente del núcleo geniculado lateral mientras que la capa 4Cβ recibe la entrada proveniente de la vía parvocelular.
El número promedio de neuronas contenidas en la corteza visual primaria humana (en cada hemisferio), ha sido estimado en 140 000 000 (ciento cuarenta millones; Leuba & Kraftsik, Anatomy and Embryology, 1994).

### Función
V1 tiene un mapa muy bien definido de la información espacial en visión. Por ejemplo, en los humanos el banco superior de la cisura calcarina responde fuertemente a la mitad baja del campo visual (por debajo del centro), y el banco inferior de la cisura responde a la mitad superior del campo visual. Conceptualmente esta retinotopía (que describe la organización espacial de las respuestas neuronales) es una transformación de la imagen visual de la retina en V1. La correspondencia entre una locación dada en V1 y en el subjetivo campo visual es muy precisa: incluso los puntos ciegos están mapeados dentro de V1. Evolutivamente, esta correspondencia es muy básica y se encuentra en muchos animales que poseen una corteza visual. En los humanos y los animales con una fóvea en la retina, una gran porción de V1 esta mapeada en la pequeña porción central del campo visual, un fenómeno conocido como magnificación cortical. Quizás con el propósito de lograr una codificación espacial minuciosa, las neuronas en V1 tienen el campo receptivo más pequeño que cualquier región microscópica de la corteza visual.
Las propiedades de sintonía de las neuronas V1 (a la cual responden las neuronas) difieren enormemente en tiempo. Inicialmente 40ms y aún más) neuronas individuales V1 tienes una fuerte sintonía en respuesta a un pequeño conjunto de estímulos. Esto es que la respuesta neuronal puede discriminar pequeños cambios de orientación visual, frecuencia espacial y colores.

## V2

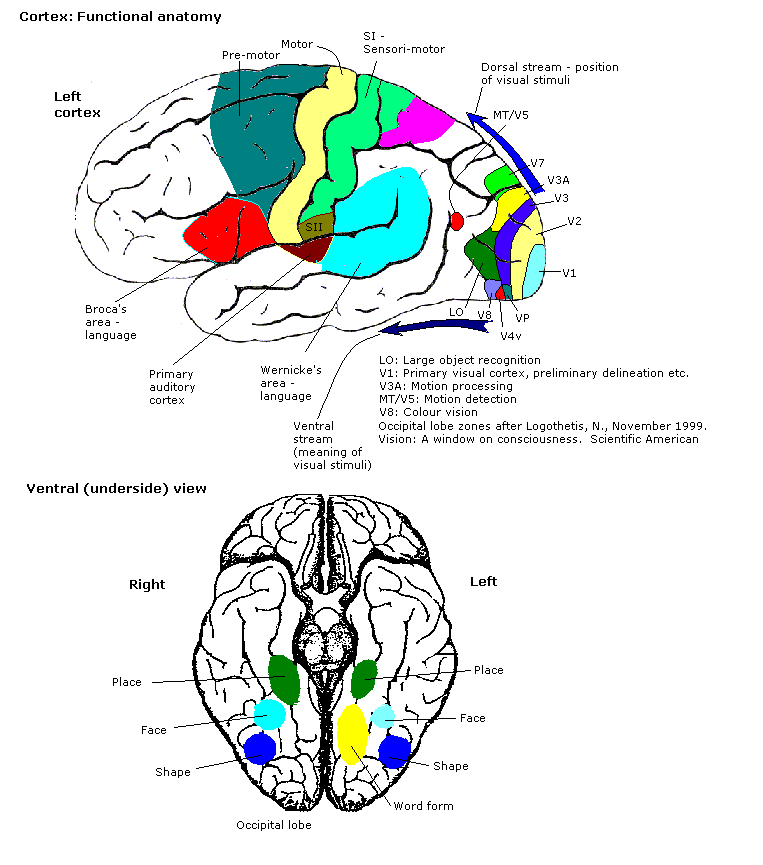
Localización funcional estimada actual del cerebro humano. El conocimiento obtenido a partir de imágenes cerebrales funcionales ha relacionado varias partes anatómicas del cerebro con sus funciones.

En julio de 2009, se publicó, en la revista Science, un estudio que relaciona un regulador proteínico con esta zona (la V2) en el cerebro de ratas. En dicho estudio se comprobó que las neuronas de la capa 6 de esa zona influyen en la memoria visual a largo plazo. Se consiguió aumentar la memoria de reconocimiento de objetos (ORM) de 45mn a meses, y eliminando esa capa desaparecía esa memoria.

### Selectividad angular
La corteza V2 recibe principalmente información de la corteza estriada V1, la cual posee células selectivas a características visuales más complejas, como la curvatura, selectividad angular, contornos subjetivos y disparidad binocular
Una función característica de V2 es la selectividad angular, las células selectivas a ángulos en la corteza V2 poseen campos receptivos que son activados por la combinación de componentes individuales de líneas o bordes, sin embargo, no presentan actividad si solo se muestra un componente lineal. Cabe mencionar que la selectividad angular en V2 no es invariante a los ángulos, esto significa que los campos receptivos son selectivos a ciertas aberturas angulares en cierta dirección, por lo cual las entradas de V1 que activan un campo receptivo son de 2 orientaciones en particular, estudios revelan que en V4 existe una invarianza a las aberturas angulares.

## V5/MT
MT es el área encargada del movimiento visual, las neuronas en esta área visual responden de manera selectiva a estímulos visuales con cierta dirección, se ha estudiado las respuestas neuronales de esta área utilizando puntos de luz que cambian de posición, si los puntos se mueven de una forma coherente se produce una activación de neuronas de movimiento, sin embargo, si los puntos cambian de posición de manera aleatoria no se producen respuestas.
Lesiones en esta área cerebral tienen dificultades al realizar tareas de percepción de movimiento como: detección de movimiento, dirección y discriminación de la velocidad.